# 鈴木泰
鈴木 泰（すずき たい、1945年 - ）は、日本の言語学者・日本語学者。学位は、文学博士（東京大学・論文博士・2010年）（学位論文「古代日本語時間表現の形態論的研究」）。東京大学名誉教授。京都橘大学教授。日本学術会議会員。

## 経歴
タイ国生まれ。来日して、横浜、東京で育つ。東京都立新宿高等学校を経て、1971年東京大学国語国文科卒、1975年同大学院博士課程退学、山形大学専任講師、1979年助教授、1981年武蔵大学助教授、1986年教授、1993年お茶の水女子大学教授、2003年、東京大学大学院人文社会系研究科（国語学）教授、2009年定年退任、名誉教授、京都橘大学教授。2010年「古代日本語時間表現の形態論的研究」で東京大学より文学博士の学位を取得。
主として古代日本語動詞のテンス・アスペクトの研究を行っている。奥田靖雄・鈴木重幸・高橋太郎・工藤真由美らの言語学研究会のテンス・アスペクト論を基調とした研究手法である。

## 著書
- 『古代日本語動詞のテンス・アスペクト-源氏物語の分析』（ひつじ書房、1992年初版、1999年改訂版）
- 古代日本語時間表現の形態論的研究 ひつじ書房 2009.2

## 共編著書
- 『ケーススタディ日本語文法』（おうふう、1987年）
- 『フロッピー版古典対照語い表および使用法』（笠間書院、1989年）
- 『日本語文法の諸問題』（ひつじ書房、1996年）